# Livsens Ondskab (bog)
 For alternative betydninger, se Livsens Ondskab. (Se også artikler, som begynder med Livsens Ondskab)
Livsens Ondskab er er dansk roman fra 1899. Den er skrevet af Gustav Wied. 
Den kan læses som første bind i en trilogi, der består af Livsens Ondskab (1899), Knagsted (1902) og Pastor Sørensen og Co. (1913). Bogen foregår i den fiktive sjællandske købstad Gammelkøbing, og hovedpersonerne, der er blevet klassikere i dansk kultur, er: 
- Emanuel Thomsen – kaldet Thummelumsen
- Karen Thomsen, hans mor – kaldet Mor Karen
- Toldkontrollør Knagsted – kaldet Esau og Livsens ondskab
- Overlærer Clausen
- Redaktør Heilbunth og fru Heilbunth
- Fru kæmner Lassen
- Konsul Mørch

Hertil kommer Emanuel Thomsens to dyr, den gamle hane Mortensen og katten Knors, der ifølge hans vision ikke skal dø, før de igen har betrådt slægtsgårdens jord. Derfor gør han alt for at holde dem i live.

## Handling
Emanuel Thomsen er besat af ønsket om at købe sin fædrene Møllegård tilbage, efter at han og mor Karen har været nødt til at fraflytte den. Han spinker og sparer, spiller på lotterisedler og tager ekstraarbejde for at samle midler til at få opfyldt sin drøm. Han vinder i lotteriet, men trods den store gevinst bliver intet, som han ønsker det. Han serverer for Ædedolkenes klub, byens honoratiores, der mødes fire gange om året på byens hotel (Prindsen) for at indtage et overdådigt måltid. Toldkontrollør Knagsted er den kyniske satiriker, mens hans modstykke og ven overlærer Clausen er lalleglad idealist.

## Figurernes forlæg
Gustav Wied samlede ivrigt på aparte personligheder og sproglige vendinger. De blev anvendt i hans forfatterskab. Det er også tilfældet med flere af personerne i Livsens Ondskab. Ifølge forfatteren Eddie Salicath er Knagsted sammensat af mange forskellige personer, ikke mindst af træk fra Gustav Wied selv og Wieds ven rigsdagsstenograf Vilhelm Immanuel Madsen-Mygdal, samt fotograf Kristian Hude i Roskilde. Personen Emanuel Thomsen er stærkt inspireret af cigar- og antikvitetshandler Otto H. Mellerup (død 1932) fra Roskilde.

## Versioner
- 1901: Thummelumsen, en dramatisering af romanen opført på Folketeatret i København med manuskript af Gustav Wied.
- 1941: Thummelumsen, en film instrueret af Emanuel Gregers med Peter Malberg i titelrollen.
- 1972: Livsens Ondskab, en tv-serie i 5 afsnit instrueret af Palle Skibelund med Keld Markuslund som Thummelumsen.
- 1997: Livsens Ondskab, et teaterstykke opført på Amagerscenen med Piv Bernth som instruktør.
- 1998: Livsens Ondskab, et teaterstykke opført på Aarhus Teater med Piv Bernth som instruktør.
- 2017: Livsens Ondskab, et teaterstykke opført på Nørrebro Teater med Christoffer Berdal som instruktør.